# Roero (territorio)
Il Roero (Roé in piemontese) è una regione geografica e storica del Piemonte, situata nella parte nord-orientale della provincia di Cuneo. Prende il nome dalla famiglia omonima - la casata astese dei Roero – che a partire dal periodo medioevale e per vari secoli ha dominato su questo territorio.

## Economia
Il Roero è assai noto per la produzione di vini di alta qualità tra i quali:
- Roero
- Roero Arneis
- Roero Arneis spumante
- Roero superiore
- Favorita

Il territorio al pari delle vicine Langhe è anche nota meta turistica in ambito eno-gastronomico e culturale per i tanti castelli e antichi borghi che costellano il suo piccolo territorio.
Il 22 giugno 2014, durante la 38ª sessione del comitato UNESCO a Doha, il Roero è stato ufficialmente incluso, assieme a Langhe e Monferrato, nella lista dei beni del Patrimonio dell'Umanità.

## Geografia
Il Roero ha una superficie totale di 417,23 km quadrati ed è tutto posto sulla sinistra idrografica del fiume Tanaro. Al di là di tale fiume, sulla sua destra idrografica, inizia invece il territorio delle Langhe. Perciò il fiume Tanaro costituisce il confine tra Roero e Langhe. Mentre la maggior parte del Roero appartiene al bacino idrografico del Tanaro, le acque della zona affacciate verso la pianura carmagnolese vengono convogliate nel Po dal Meletta e dai suoi affluenti.
La zona del Roero è prevalentemente collinare ed è coltivata principalmente a frutteto e a vigneto. Le Rocche del Roero, sulle quali è stato costruito un castello oppure è sorto un paese, costituiscono una caratteristica peculiare del paesaggio.

## Storia
Area già abitata in epoca romana, per le fiorenti viticulture qui impiantate, il Roero è però terra spartita tra le diverse fazioni operanti in Piemonte nel Medioevo.
Gli Aleramici, che in queste terre si scontravano con le truppe di Asti ed Alessandria, possedevano alcuni castelli sparsi sulle rocche. Anche il ramo aleramico dei marchesi di Saluzzo aveva degli avamposti nella zona.
La storia del Roero si collega con la storia delle Casane astigiane che dominarono su queste rocche e imposero il loro nome a questo territorio. All'interno di queste casate, particolare influenza ebbe la famiglia che ha dato il nome alla zona, la famiglia originaria di Asti dei Roero.

## Cultura
(Mauro Alfonso)
La cultura del Roero è principalmente legata alla terra e ai suoi prodotti, in particolare al vino, ai tartufi, alle nocciole e al miele, e alle sue tradizioni contadine. La storia millenaria propone anche testimonianze d'arte, soprattutto affreschi.
Tra le manifestazioni culturali degne di nota: il premio giornalistico del Roero e il premio letterario Carlo Cocito, dedicato al poeta locale Carlo Cocito (1900-1983).

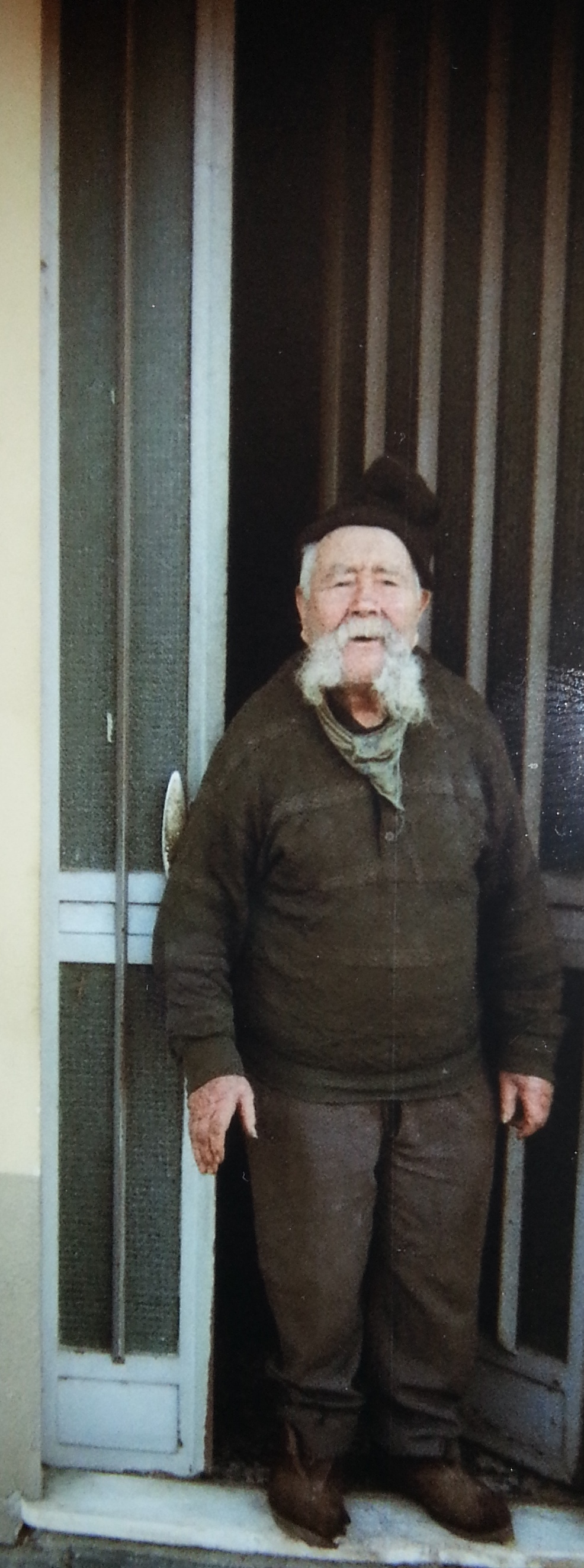
Pinin dij Capton

Tra i personaggi importanti legati al Roero ricordiamo Rosa Vercellana nota anche come la Bela Rosin, amante e poi moglie del Re Vittorio Emanuele II, dal quale ebbe in dono un castello nel Roero a Sommariva Perno, lo scrittore e giornalista Giovanni Arpino, il fisico e geologo Angelo Sismonda e il magistrato Bruno Caccia.
Tra i tanti personaggi della cultura contadina, merita un cenno particolare Giuseppe Artusio (Castino (CN), 14/02/1925, Monticello d'Alba (CN), 26/10/2018) alias Pinin dij Capton e vissuto a Baldissero d'Alba. Fin dall'età di 15 anni, si dedicò alla "missione" del bacialé, sensale di matrimoni. Egli, da allora fino a poco tempo fa, ne ha combinato ben centodieci, dei quali nessuno è fallito. Mauro Alfonso, già micropsicoanalista e autore di un libro di poesie dedicate al Roero, riferendosi a Pinin, lo definisce in questi termini "[...] mai però ad eccezione di Silvio Fanti, uno dei miei maestri,  ho conosciuto una persona che, come Pinin, fosse dotata di una sensibilità e di una intelligenza psicologica così spiccate".

## Centri principali
Il territorio del Roero riprende il nome dai possedimenti della famiglia Roero, il territorio di Bra, solo in minima parte appartenente ai domini della famiglia, non fa parte della toponomastica.
Segue l'elenco dei 24 comuni che compongono il Roero:
- Baldissero d'Alba
- Bra
- Canale
- Castagnito
- Castellinaldo d'Alba
- Ceresole d'Alba
- Cisterna d'Asti
- Corneliano d'Alba
- Govone
- Guarene
- Magliano Alfieri
- Montà
- Montaldo Roero

- Monteu Roero
- Monticello d'Alba
- Piobesi d'Alba
- Pocapaglia
- Priocca
- Sanfrè
- Santa Vittoria d'Alba
- Santo Stefano Roero
- Sommariva del Bosco
- Sommariva Perno
- Vezza d'Alba

## Galleria d'immagini

Veduta di Sommariva del Bosco, primo paese del Roero per chi arriva da Torino.
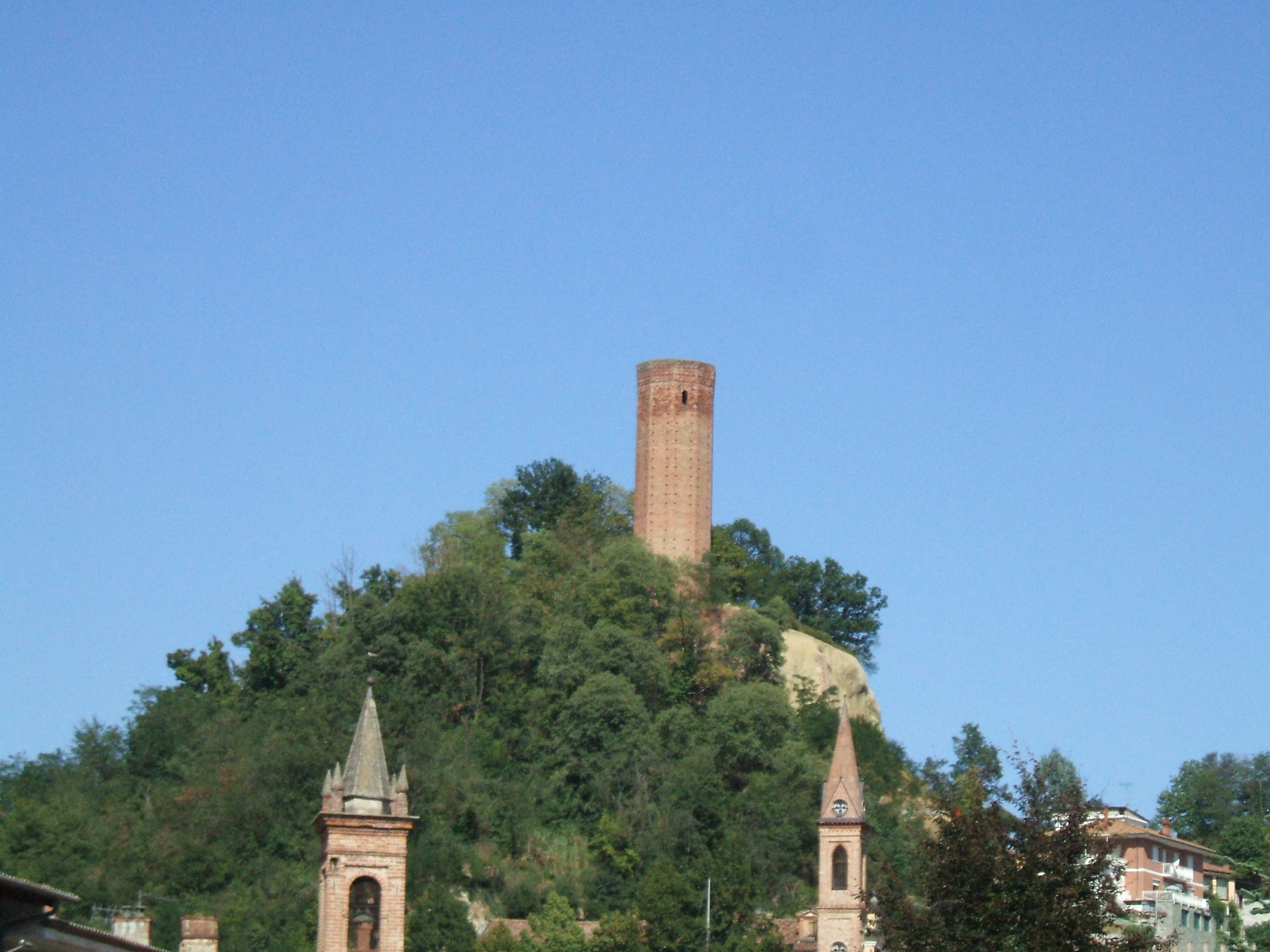
La torre di Corneliano d'Alba
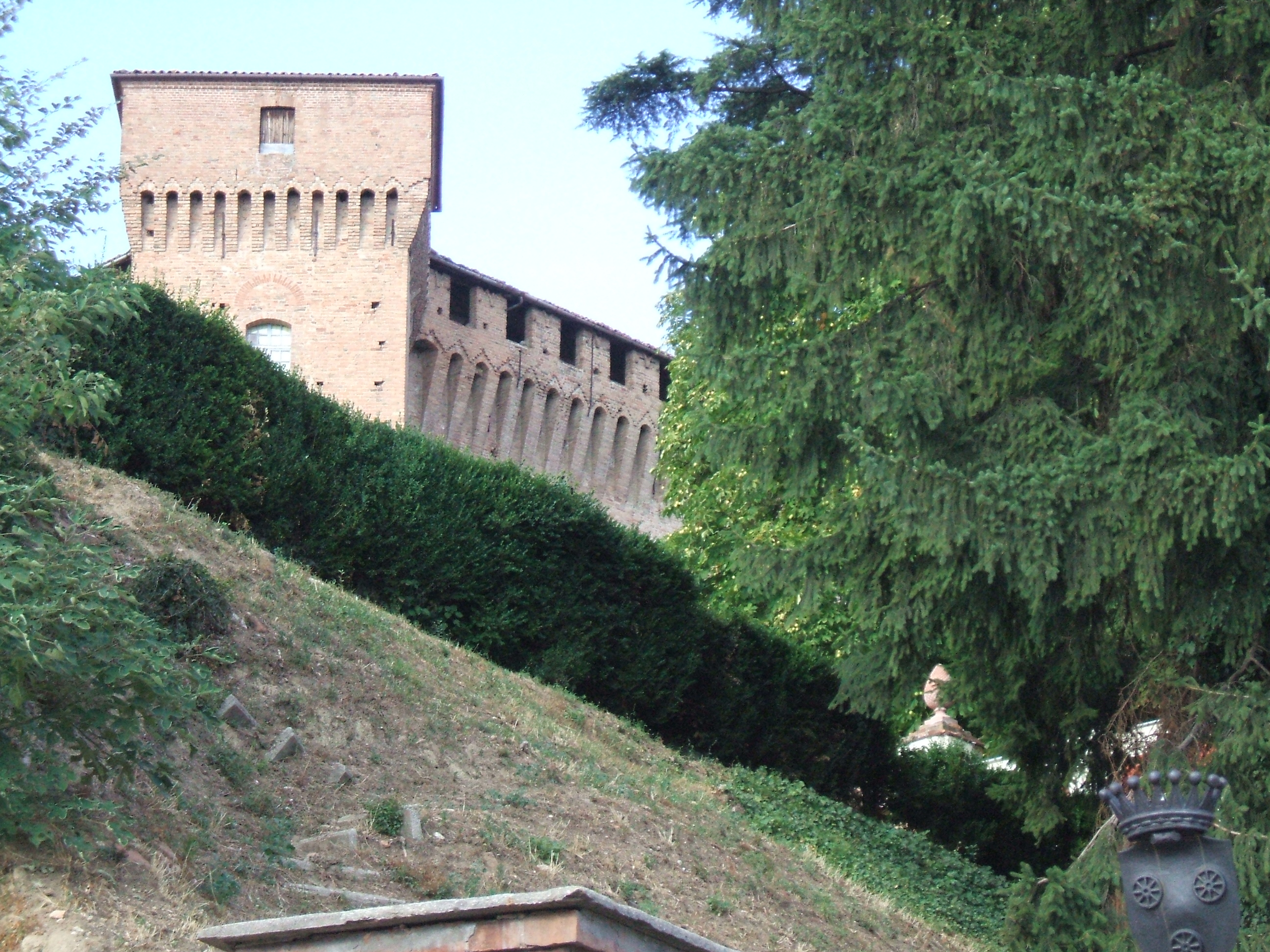
Scorcio del Castello di Monticello
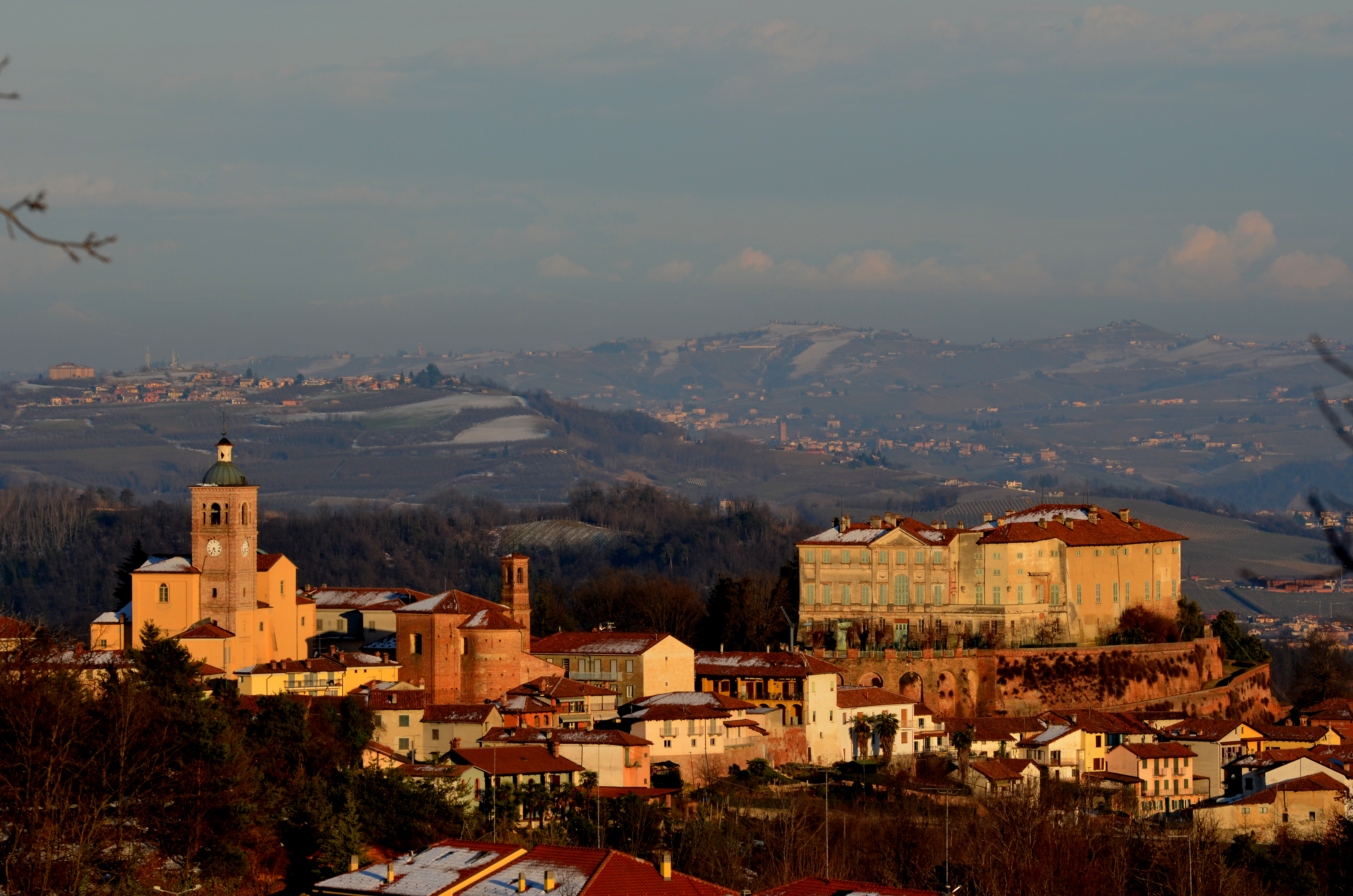
Sommariva Perno ,         vista sul Castello, acquistato da Vittorio Emanuele II di Savoia per ospitare la contessa Rosa Vercellana,o come  viene più comunemente chiamata, la Bela Rosin.